# Heide Kipp
Heide Kipp (* 12. November 1938; † 15. Dezember 2022) war eine deutsche Schauspielerin.

## Leben
Heide Kipp machte zunächst eine Ausbildung als Krankenschwester und studierte anschließend von 1959 bis 1961 an der Staatlichen Schauspielschule in Berlin-Schöneweide. Nach ihrem Abschluss wurde sie am Deutschen Theater engagiert und wechselte 1963 ans Hans-Otto-Theater nach Potsdam, wo sie unter anderem 1964 die Ophelia im Hamlet spielte.
1971 holte sie der Regisseur Benno Besson an die Volksbühne, deren Ensemble sie dann für mehr als 30 Jahre angehörte. Ihren Volksbühneneinstand gab Kipp mit einer Rolle in Manfred Karges und Matthias Langhoffs Inszenierung der Räuber (1971); neben Rollen in weiteren Karge/Langhoff-Inszenierungen (Goethes Der Bürgergeneral, 1976) folgten Auftritte in Regiearbeiten von Fritz Marquardt (Erich Köhlers Der Geist von Cranitz, 1972; Molières Der Menschenhasser, 1975, und Heiner Müllers Der Bau, 1980), Christoph Schroth (Ulrich Plenzdorfs Die neuen Leiden des jungen W., 1972), Benno Besson (Peter Hacks’ Margarete in Aix, 1973; Shakespeares Wie es euch gefällt in der Bearbeitung von Heiner Müller, 1975; Shakespeares Hamlet in der Übersetzung von Heiner Müller und Matthias Langhoff, 1977), Jürgen Gosch (Büchners Leonce und Lena, 1978), Berndt Renne, Brigitte Soubeyran und anderen. In den 1980er Jahren folgten Rollen in Heiner Müllers Adaption des Macbeth (1982; Regie: Heiner Müller und Ginka Tscholakowa) und in einer Reihe von Inszenierungen von Helmut Straßburger und Ernstgeorg Hering. Auch an der ab 1986 unter Jürgen Verdofskys Regie stattfindenden Lesereihe Autoren en suite war Kipp beteiligt.
Ab den 1970ern war sie außerdem zunehmend bei der DEFA in Nebenrollen zu sehen, oft in den DDR-Alltag reflektierenden Gegenwartsfilmen von Regisseuren wie Helmut Dziuba, Iris Gusner und Herrmann Zschoche. Für ihre Rolle in Konrad Wolfs Solo Sunny erhielt sie 1980 auf dem 1. Nationalen Spielfilmfestival einen Preis als beste Nebendarstellerin. Dazu kamen einige Synchronarbeiten; beispielsweise sprach sie Kirsten Walthers Yvonne im dritten Olsenbande-Film Die Olsenbande fährt nach Jütland (1971) und Eileen Brennan in der DEFA-Synchronisation von Eine Leiche zum Dessert (1975).
Nach der Wende wirkte sie an der Volksbühne in Inszenierungen von Andreas Kriegenburg (Büchners Woyzeck, 1991; García Lorcas In seinem Garten liebt Don Perimplin Belisa, 1992) und Intendant Frank Castorf (König Lear, 1992; Pension Schöller: Die Schlacht von Laufs/Jacoby und Heiner Müller, 1994; Stanisława Przybyszewskas Die Sache Danton, 1994; Hebbels Die Nibelungen, 1995; Golden fließt der Stahl/Wolokolamsker Chaussee von Karl Grünberg und Heiner Müller, 1996 und Richard II. Das Eigentum, 1999) mit. Oft wurde sie auch von Christoph Marthaler besetzt, so in seinem „patriotischen Abend“ Murx den Europäer! Murx ihn! Murx ihn! Murx ihn! Murx ihn ab! (1993), in Der Eindringling – Ein Jubiläumskonzert in zwei Aufzügen (1994, nach Karl Valentin & Maurice Maeterlinck), in seinem Projekt Straße der Besten (1996) und in Tschechows Drei Schwestern (1997), schließlich in Die zehn Gebote nach Raffaele Viviani (2001) und in Marthalers eigenem Stück Lieber nicht. Eine Ausdünnung (2003).
Heide Kipp starb am 15. Dezember 2022 im Alter von 84 Jahren.

## Filmografie (Auswahl)
- 1961: Professor Mamlock – Regie: Konrad Wolf
- 1968: Hauptmann Florian von der Mühle – Regie: Werner W. Wallroth
- 1968: Im Himmel ist doch Jahrmarkt – Regie: Rolf Losansky
- 1969: Mohr und die Raben von London – Regie: Helmut Dziuba
- 1971: Hut ab, wenn du küsst! – Regie: Rolf Losansky
- 1973: Das zweite Leben des Friedrich Wilhelm Georg Platow – Regie: Siegfried Kühn
- 1974: Der Untergang der Emma – Regie: Helmut Dziuba
- 1974: Polizeiruf 110: Kein Paradies für Elstern (TV-Reihe) – Regie: Norbert Büchner
- 1976: Die Forelle (TV) – Regie: Thomas Langhoff
- 1976: Polizeiruf 110: Ein ungewöhnlicher Auftrag (TV) – Regie: Hans Joachim Hildebrandt
- 1977: Verfolgung (TV) – Regie: Christian Steinke
- 1978: Addio, piccola mia – Regie: Lothar Warneke
- 1979: Stine (Fernsehfilm) – Regie: Thomas Langhoff
- 1978: Ein Zimmer mit Ausblick (TV-Serie) – Regie: Norbert Büchner
- 1979: Die lange Straße (TV-Serie) – Regie: Christian Steinke, Peter Wekwerth
- 1979: Der Menschenhasser (Theateraufzeichnung)
- 1980: Alle meine Mädchen – Regie: Iris Gusner
- 1980: Solo Sunny – Regie: Konrad Wolf
- 1980: Und nächstes Jahr am Balaton – Regie: Herrmann Zschoche
- 1980: Muhme Mehle (Fernsehfilm) – Regie: Thomas Langhoff
- 1980: Max und siebeneinhalb Jungen – Regie: Egon Schlegel
- 1980: Pugowitza – Regie: Jürgen Brauer
- 1981: Furcht und Elend des Dritten Reiches – Regie: Ursula Bonhoff
- 1981/1988: Jadup und Boel – Regie: Rainer Simon
- 1981: Das große Abenteuer des Kaspar Schmeck (TV) – Regie: Gunter Friedrich
- 1981: Bürgschaft für ein Jahr – Regie: Herrmann Zschoche
- 1981: Das Ermittlungsverfahren (TV) – Regie: Lothar Bellag
- 1981: Trompeten-Anton (TV) – Regie: Wolfgang Hübner
- 1982: Alexander der Kleine – Regie: Wladimir Fokin
- 1982: Spuk im Hochhaus (TV-Serie) – Regie: Günter Meyer
- 1982: Sabine Kleist, 7 Jahre… – Regie: Helmut Dziuba
- 1983: Die Schüsse der Arche Noah – Regie: Egon Schlegel
- 1983: Fariaho – Regie: Roland Gräf
- 1983: Märkische Chronik (TV-Serie) – Regie: Hubert Hoelzke
- 1983: Romeo und Julia auf dem Dorfe – Regie: Siegfried Kühn
- 1983: Der entführte Prinz – Regie: Wolfgang Hübner
- 1983/87: Einzug ins Paradies (TV-Serie) – Regie: Achim Hübner und Wolfgang Hübner
- 1984: Das Eismeer ruft – Regie: Jörg Foth
- 1984: Die Poggenpuhls (Fernsehfilm) – Regie: Karin Hercher
- 1984: Gritta von Rattenzuhausbeiuns – Regie: Jürgen Brauer
- 1985: Die unwürdige Greisin (Fernsehfilm) – Regie: Karin Hercher
- 1985: Es steht der Wald so schweigend – Regie: Wolfgang Hübner
- 1986: Der Snob (Studioaufzeichnung)
- 1986: Jan auf der Zille – Regie: Helmut Dziuba
- 1986: Stielke, Heinz, fünfzehn… – Regie: Michael Kann
- 1986: So viele Träume – Regie: Heiner Carow
- 1986: Hilde, das Dienstmädchen – Regie: Günther Rücker und Jürgen Brauer
- 1987: Kindheit – Regie: Siegfried Kühn
- 1987: Merkwürdiges Beispiel einer weiblichen Rache (TV) – Regie: Bodo Fürneisen
- 1987: Zwei leere Stühle (TV) – Regie: Georg Schiemann
- 1987: Hasenherz – Regie: Gunter Friedrich
- 1987: Polizeiruf 110: Abschiedslied für Linda (TV) – Regie: Christa Mühl
- 1988: Polizeiruf 110: Still wie die Nacht (TV) – Regie: Hans Joachim Hildebrandt
- 1988: Polizeiruf 110: Eifersucht (TV) – Regie: Bernd Böhlich
- 1988: Die Weihnachtsgans Auguste (TV) – Regie: Bodo Fürneisen
- 1988: Polizeiruf 110: Variante Tramper (TV) – Regie: Gerald Hujer
- 1989: Treffen in Travers – Regie: Michael Gwisdek
- 1989: Grüne Hochzeit – Regie: Herrmann Zschoche
- 1989: Verbotene Liebe – Regie: Helmut Dziuba
- 1989: Der Staatsanwalt hat das Wort: Blaue Taube soll fliegen – Regie: Gunter Friedrich
- 1990: Biologie! – Regie: Jörg Foth
- 1991: Jugend ohne Gott (TV) – Regie: Michael Knof und Philip Gröning
- 1991: Der Rest, der bleibt (Fernsehfilm)
- 1991: Lord Hansi – Regie: Michael Knof
- 1993: Ich und Christine – Regie: Peter Stripp
- 1993: Tatort: Tod einer alten Frau
- 1993: Die Narbe des Himmels (TV) – Regie: Bernd Böhlich
- 1994: Abschied von Agnes – Regie: Michael Gwisdek
- 1995: Nikolaikirche (TV) – Regie: Frank Beyer
- 1996: Engelchen – Regie: Helke Misselwitz
- 1998: Das Mambospiel – Regie: Michael Gwisdek
- 2003: hamlet X – Regie: Herbert Fritsch

## Theater
- 1967: Peter Abraham: Und das soll Liebe sein? – Regie: Hans Lohr (Hans Otto Theater Potsdam)
- 1968: William Shakespeare: Die Komödie der Irrungen – Regie: Peter Kupke (Hans Otto Theater Potsdam)
- 1968: Karl Mickel: Nausikaa (Nausikaa) – Regie: Peter Kupke (Hans Otto Theater Potsdam)
- 1974: István Örkény: Katzenspiel (Nachbarin) – Regie: Brigitte Soubeyran (Volksbühne Berlin)
- 1974: Juri Olescha: „Rote Unschuld“ oder „Die Liste der Wohltaten“ – Regie: Berndt Renne (Volksbühne Berlin – Theater im 3. Stock)
- 1976: Heiner Müller: Die Bauern (Umsiedlerin) – Regie: Fritz Marquardt (Volksbühne Berlin)
- 1979: Ferenc Molnár: Liliom (Frau Muskat) – Regie: Brigitte Soubeyran/Irene Böhme (Volksbühne Berlin)
- 1980: Georg Kaiser: Von morgens bis mitternachts (Italienerin und Andere) – Regie: Uta Birnbaum (Volksbühne Berlin)
- 1983: Heinrich von Kleist: Der zerbrochne Krug (Marthe Rull) – Regie: Helmut Straßburger/Ernstgeorg Hering (Volksbühne Berlin)
- 1986: Aristophanes: Die Vögel – Regie: Ernstgeorg Hering/Helmut Straßburger (Volksbühne Berlin)
- 1991: Anton Tschechow: Auf der großen Straße (Nasarowna) – Regie: Horst Hawemann (Volksbühne Berlin)
- 1991: Georg Büchner: Woyzeck (Großmutter) – Regie: Andreas Kriegenburg (Volksbühne Berlin)
- 1992: William Shakespeare: König Lear (Regan, Cordelias Schwester) – Regie: Frank Castorf (Volksbühne Berlin)
- 1994: Carl Laufs/Wilhelm Jacoby/Heiner Müller: Pension Schöller: Die Schlacht – Regie: Frank Castorf (Volksbühne Berlin)

## Hörspiele
- 1970: Autorenkollektiv: Gespräche an einem langen Tag – Regie: Detlef Kurzweg (Hörspiel – Rundfunk der DDR)
- 1972: Moldauisches Märchen: Die kluge Jungfrau (Jungfrau) – Regie: Horst Hawemann (Kinderhörspiel – Litera)
- 1979: Michail Schatrow: Blaue Pferde auf rotem Gras (Krupskaja) – Regie: Peter Groeger (Hörspiel – Rundfunk der DDR)
- 1980: Brigitte Hähnel: Freitagnacht (Mieterin) – Regie: Fritz-Ernst Fechner (Hörspiel – Rundfunk der DDR)
- 1980: Wolfgang Mahlow: Zwischen gestern und morgen (Mutter) – Regie: Christa Kowalski (Hörspiel – Rundfunk der DDR)
- 1980: Michail Bulgakow: Die Kabale der Scheinheiligen – Regie: Werner Grunow (Hörspiel – Rundfunk der DDR)
- 1980: Friedrich Schiller: Maria Stuart (Kammerfrau) – Regie: Werner Grunow (Hörspiel – Rundfunk der DDR)
- 1981: Katrin Lange: Die Adoption – Regie: Maritta Hübner (Kinderhörspiel – Rundfunk der DDR)
- 1981: Günter Eich: Träume – Regie: Peter Groeger (Hörspiel – Rundfunk der DDR)
- 1983: Horst Ulbricht: Kinderlitzchen (Mutter) – Regie: Peter Groeger (Hörspiel – Rundfunk der DDR)
- 1984: Peter Gauglitz: Feuer bitte (Frau Maaß) – Regie: Edith Schorn (Hörspielreihe: Fälle des Kriminalanwärters Marzahn, Nr. 5 – Rundfunk der DDR)
- 1984: Annelies Schulz: Schiewas Rache oder Die Geschenke der Götter (Mallika) – Regie: Norbert Speer (Kinderhörspiel – Rundfunk der DDR)
- 1985: Jacob Grimm/Wilhelm Grimm: Die Nixe (Mutter) – Regie: Manfred Täubert (Kinderhörspiel – Rundfunk der DDR)
- 1985: Hans Fallada: Geschichten vom Mäuseken Wackelohr und von der gebesserten Ratte (Katze) – Regie/Bearbeitung: Peter Brasch (Kinderhörspiel – Litera)
- 1986: Aleksandar Obrenović: Der süße Duft der Erneuerung (Xenia) – Regie: Aleksandar Obrenović (Hörspiel – Rundfunk der DDR)
- 1987: Erich Kästner: Fabian oder Der Gang vor die Hunde (Irene Moll) – Regie: Joachim Staritz (Hörspiel – Rundfunk der DDR)
- 1986: Georg Büchner: Woyzeck (Marie) – Regie: Joachim Staritz (Hörspiel – Rundfunk der DDR)
- 1987: Franz Fühmann: Rumpelstielzchen (Frau Müller) – Regie: Achim Scholz (Hörspiel – Rundfunk der DDR)
- 1987: Georg Hirschfeld: Pauline (Frau Suhr) – Regie: Werner Grunow (Hörspiel – Rundfunk der DDR)
- 1987: Maraike Böhm: Holzkrawatte – Regie: Karlheinz Liefers (Kinderhörspiel – Rundfunk der DDR)
- 1988: Anton Tschechow: Krankensaal Nr. 6 (Darja) – Regie: Joachim Staritz (Hörspiel – Rundfunk der DDR)
- 1988: Veit Stiller: Feuerwehrvergnügen (Karla Kube) – Regie: Detlef Kurzweg (Kurzhörspiel aus der Reihe: Waldstraße Nummer 7 – Rundfunk der DDR)
- 1988: Hans Christian Andersen: Der kleine und der große Klaus (Bauersfrau) – Regie: Werner Buhss (Kinderhörspiel – Litera)
- 1989: Peter Brasch: Santerre – Regie: Joachim Staritz (Hörspiel – Rundfunk der DDR)
- 1989: Gerhard Rentzsch: Szenen vom Lande – Regie: Karlheinz Liefers (Hörspielreihe: Augenblickchen Nr. 1 – Rundfunk der DDR)
- 1989: Luise Rinser: Detektivin Susi löst einen ungewöhnlichen Fall (Mutter) – Regie: Manfred Täubert (Kinderhörspiel – Rundfunk der DDR)
- 1990: Dylan Thomas: Unter dem Milchwald – Regie: Fritz Göhler (Original-Hörspiel – Rundfunk der DDR)
- 1990: Georg Seidel: Carmen Kittel (Frau Schubert) – Regie: Fritz Göhler (Hörspiel – Funkhaus Berlin)
- 1991: Mirjana Buljan: Der siebente Bruder (Frauenstimme) – Regie: Barbara Plensat (Hörspiel – Funkhaus Berlin/ORF)
- 1993: Karl-Heinz Bölling: In der Sackgasse (Hure) – Regie: Joachim Staritz (Hörspiel – DS Kultur)
- 1993: Guido Koster: Im Viertel des Mondes (Luise) – Regie: Karlheinz Liefers (Hörspiel – DS-Kultur/SFB)
- 1995: Waldtraut Lewin: Das Geheimnis des persischen Sklaven – Regie: Christoph Dietrich (Kriminalhörspiel – SFB/ORB)
- 1998: Michail Bulgakow: Der Meister und Margarita – Regie: Petra Meyenburg (Hörspiel (30 Teile) – MDR)
- 1999: Isaak Babel: Die Reiterarmee (Bettlerin) – Regie: Joachim Staritz (Hörspiel (3 Teile) – MDR/DLR)
- 2003: Dylan Thomas: Unter dem Milchwald (Erste Nachbarin) – Regie: Götz Fritsch (Hörspiel – MDR)
- 2003: Stefan Amzoll: Putze Polina – Regie: Wolfgang Rindfleisch (Hörspiel – DLR)